# ژوهان رودولف گلابر
ژوهان رودولف گلابر (آلمانی: Johann Rudolf Glauber؛ زاده درگذشته ۱۰ مارس ۱۶۷۰) یک شیمی‌دان هلندی-آلمانی (ِDutch-German) بوده است.